# Erlauf
Erlauf település Ausztriában, Alsó-Ausztria tartományban, a Melki járásban. Tengerszint feletti magassága 225 méter, területe 9,67 km².

## Elhelyezkedése
Erlauf Golling an der Erlauf, Pöchlarn, Bergland és Krummnußbaum településekkel határos.

## Népesség
| 2016 | 1 086 |
| 2018 | 1 069 |